# Старые Алгаши
Ста́рые Алга́ши (чув. Кивӗ Улхаш, Кив Улхаш) — село в Цильнинском районе Ульяновской области. Административный центр Алгашинского сельского поселения.

## География
Находится на расстоянии примерно 20 километров на северо-запад по прямой от районного центра села Большое Нагаткино.

## История
Основано в первой половине XVII века переселенцами из чувашского села Алгаши (ныне Большие Алгаши) Курмышского уезда.
В 1780 году, при создании Симбирского наместничества, деревня Старыя Алгаши, при речке Цылне, новокрещеных чуваш, вошла в состав Симбирского уезда.
В 1859 году село Старые Алгаши в 1-м стане, по проселочному тракту из г. Симбирска в с. Старые Алгаши, есть церковь православная, сельское училище.
Принудительная христианизация жителей проводилась в 1820-1850 годах (это искажение фактов, крещение в Старых Алгашах проводилось в середине 18 века, пик крещения язычников в Симбирской провинции был в 1747-1752 годах, крещение стимулировалось списанием долгов и льготами по податям). В соседних деревнях Новые Алгаши и Нижние Тимерсяны язычество частично сохранялось и в 19 веке, а в Алгашах (Средних) и в Богдашкино и в 20 веке. По сохранившимся ревизским сказкам 1762 г. и 1816 г. все жители Старых Алгашей числятся новокрещеными). В 1826-1828 новокрещеные чуваши деревни Старых Алгашей (по сохранившимся метрикам) числятся в приходе Богородицкой церкви села Большое Нагаткино, причем с 1828 года они пишутся старокрещеными. Первая церковь в селе Алгаши называлась Покровская, была построена в 1840 (метрики сохранились с 1841), сгорела в 1868.  Новый храм деревянный, тёплый, построен прихожанами в 1869 году. Престол в нём в честь иконы Божией Матери «Всех скорбящих радости» (1869–1930 гг., с 1989 г.). Церк.-приход, попечительство существует с 1876 г. Школ две: земская – открыта в 1841 г. и женская церковно-приходская, открыта в 1896 г., помещается в церковной сторожки.
В 1886 году некоторые жители села и соседних деревень переселились в Камышинскую волость Мариинского уезда Томской губернии, где основали деревню Симбирка.
Во время столыпинских реформ (1908 г.) некоторые жители переселились в Томскую губернию, где основали село Алгаши.
В поздний советский период работал колхоз «Колос».

## Население
Население составляло: число дворов и жителей: в 1723 г. – 88 дворов, в 1780 г. - 382 чел., 1834 г. – 213 дворов, 1545 человек; в 1859 г. - в 179 дворах жило: 852 муж. и 881 жен.; на 1900 г. прихожан в с. Старых Алгашах (н. ч.) в 479 двор. 1413 м. и. 1401 ж.; 1913 г. – 262 двора, 1570 человек.  1748 человек в 2002 году (чуваши 98%), 1688 по переписи 2010 года.

## Известные уроженцы
- Князькин, Николай Григорьевич — советский танкист, участник Великой Отечественной войны, Герой Советского Союза (1944, посмертно).
- Статирова, Александра Тимофеевна — советский хозяйственный, государственный и политический деятель.

## Достопримечательности
- Памятник павшим героям в годы Великой Отечественной войны (Старые Алгаши, 1985 г.)[12]